# Hội đồng bầu cử Quốc gia (Việt Nam)
Hội đồng bầu cử Quốc gia Việt Nam là cơ quan có vị trí, vai trò quan trọng trong các cuộc bầu cử Quốc hội và Hội đồng nhân dân các cấp được thành lập lần đầu tiên tháng 11/2015. Hội đồng bao gồm 19 - 21 thành viên là thành viên của Quốc hội, Chính phủ và Mặt trận Tổ quốc Việt Nam, có nhiều nhiệm vụ và quyền hạn tổ chức, lãnh đạo cuộc bầu cử trong cả nước, kiểm tra, đôn đốc việc thi hành các quy định pháp luật về bầu cử Quốc hội.
Đứng đầu Hội đồng là Chủ tịch do Quốc hội bầu theo sự đề nghị của Ủy ban Thường vụ Quốc hội. Các thành viên khác do Chủ tịch Hội đồng Bầu cử Quốc gia đề nghị Quốc hội phê chuẩn. Còn Chủ tịch Hội đồng Bầu cử Quốc gia sẽ do Chủ tịch Quốc hội Việt Nam kiêm nhiệm.

## Lịch sử
Tiền thân của Hội đồng bầu cử Quốc gia là Hội đồng bầu cử Trung ương do Ủy ban Thường vụ Quốc hội thành lập. Sau khi Hiến pháp 2013 được thông qua nhằm cụ thể hóa Hiến pháp ngày 23/11/2015 tại kỳ họp thứ 10 Quốc hội khóa XIII đã quyết định thành lập Hội đồng bầu cử Quốc gia thay thế Hội đồng bầu cử Trung ương.

## Quyền hạn và nhiệm vụ
Hiến pháp quy định "Hội đồng bầu cử quốc gia có nhiệm vụ tổ chức bầu cử đại biểu Quốc hội; chỉ đạo và hướng dẫn công tác bầu cử đại biểu Hội đồng nhân dân các cấp". 

### Nhiệm vụ chung
Hội đồng bầu cử Quốc gia có nhiệm vụ và quyền hạn chung như sau:
1. Tổ chức bầu cử đại biểu Quốc hội.
2. Chỉ đạo, hướng dẫn công tác bầu cử đại biểu Hội đồng nhân dân các cấp.
3. Chỉ đạo công tác thông tin, tuyên truyền và vận động bầu cử.
4. Chỉ đạo công tác bảo vệ an ninh, trật tự, an toàn xã hội trong cuộc bầu cử.
5. Kiểm tra, đôn đốc việc thi hành pháp luật về bầu cử.
6. Quy định mẫu hồ sơ ứng cử, mẫu thẻ cử tri, mẫu phiếu bầu cử, nội quy phòng bỏ phiếu, các mẫu văn bản khác sử dụng trong công tác bầu cử.

### Bầu cử Quốc hội
Hội đồng bầu cử Quốc gia trong việc tổ chức bầu cử đại biểu Quốc hội có nhiệm vụ và quyền hạn sau:
1. Ấn định và công bố số đơn vị bầu cử, danh sách các đơn vị bầu cử và số lượng đại biểu được bầu ở mỗi đơn vị bầu cử.
2. Nhận và xem xét hồ sơ của người được các tổ chức-cơ quan nhà nước ở trung ương giới thiệu ứng cử; nhận hồ sơ và danh sách người ứng cử do Ủy ban bầu cử ở tỉnh, thành phố trực thuộc trung ương gửi đến.
3. Gửi danh sách trích ngang lý lịch, bản sao tiểu sử tóm tắt và bản kê khai tài sản, thu nhập của những người được các tổ chức-cơ quan nhà nước ở trung ương giới thiệu ứng cử đến Ban Thường trực Ủy ban trung ương Mặt trận Tổ quốc Việt Nam để thực hiện việc hiệp thương. Giới thiệu và gửi hồ sơ của người ứng cử đã được Đoàn Chủ tịch Ủy ban trung ương Mặt trận Tổ quốc Việt Nam hiệp thương, giới thiệu để về ứng cử tại các tỉnh, thành phố trực thuộc trung ương.
4. Lập và công bố danh sách chính thức những người ứng cử theo từng đơn vị bầu cử; xóa tên người ứng cử trong danh sách chính thức những người ứng cử.
5. Nhận và kiểm tra biên bản xác định kết quả bầu cử của các Ủy ban bầu cử ở tỉnh, thành phố trực thuộc trung ương, Ban bầu cử; lập biên bản tổng kết cuộc bầu cử đại biểu Quốc hội trong cả nước.
6. Quyết định việc bầu cử thêm, bầu cử lại hoặc hủy bỏ kết quả bầu cử và quyết định ngày bầu cử lại ở khu vực bỏ phiếu, đơn vị bầu cử có vi phạm pháp luật nghiêm trọng.
7. Xác nhận và công bố kết quả bầu cử đại biểu Quốc hội trong cả nước; xác nhận tư cách của người trúng cử.
8. Trình Quốc hội khóa mới báo cáo tổng kết cuộc bầu cử trong cả nước và kết quả xác nhận tư cách đại biểu được bầu.
9. Giải quyết khiếu nại, tố cáo về công tác bầu cử; chuyển giao hồ sơ, khiếu nại, tố cáo liên quan đến những người trúng cử cho Ủy ban Thường vụ Quốc hội.
10. Quản lý và phân bổ kinh phí tổ chức bầu cử.

### Bầu cử Hội đồng nhân dân
Hội đồng bầu cử Quốc gia trong việc chỉ đạo, hướng dẫn công tác bầu cử đại biểu Hội đồng nhân dân có nhiệm vụ và quyền hạn sau:
1. Chỉ đạo, hướng dẫn việc thực hiện các quy định, của pháp luật về bầu cử.
2. Hướng dẫn hoạt động của các tổ chức phụ trách bầu cử.
3. Kiểm tra việc tổ chức bầu cử đại biểu Hội đồng nhân dân.
4. Hủy bỏ kết quả bầu cử và quyết định ngày bầu cử lại ở khu vực bỏ phiếu, đơn vị bầu cử đại biểu Hội đồng nhân dân có vi phạm pháp luật nghiêm trọng.

## Thành viên Hội đồng bầu cử Quốc gia
Ngày 26 tháng 5 năm 2025, Quốc hội đã thông qua nghị quyết phê chuẩn một số Phó Chủ tịch và uỷ viên Hội đồng bầu cử Quốc gia mới.
- Chủ tịch: Trần Thanh Mẫn, Ủy viên Bộ Chính trị, Chủ tịch Quốc hội
- Phó Chủ tịch:

1. Phó Chủ tịch thường trực Quốc hội
2. Phó Thủ tướng thường trực Chính phủ
3. Chủ tịch Ủy ban Trung ương Mặt trận Tổ quốc Việt Nam
4. Phó Chủ tịch nước

- Ủy viên:

1. Trưởng ban Tổ chức Trung ương
2. Bộ trưởng Bộ Quốc phòng
3. Bộ trưởng Bộ Công an
4. Chủ nhiệm Ủy ban Kiểm tra Trung ương
5. Trưởng ban Tuyên giáo và Dân vận Trung ương
6. Phó Chủ tịch Quốc hội
7. Phó Chủ tịch Quốc hội
8. Phó Chủ tịch Quốc hội
9. Tổng Thư ký, Chủ nhiệm Văn phòng Quốc hội
10. Chủ nhiệm Ủy ban Công tác đại biểu
11. Chủ tịch Hội đồng Dân tộc của Quốc hội
12. Bộ trưởng Bộ Nội vụ
13. Chủ tịch Hội Liên hiệp phụ nữ Việt Nam
14. Bí thư thứ nhất Trung ương Đoàn

## Tổ chức
Điều 117 khoản 2 Hiến pháp quy định:
"Hội đồng bầu cử quốc gia gồm Chủ tịch, các Phó Chủ tịch và các Ủy viên".
Chủ tịch Hội đồng bầu cử Quốc gia do Ủy ban Thường vụ Quốc hội giới thiệu đề nghị Quốc hội bầu, miễn nhiệm, bãi nhiệm. Sau khi được bầu Chủ tịch Hội đồng bầu cử Quốc gia đệ trình Quốc hội danh sách thành viên Hội đồng bầu cử Quốc gia phê chuẩn. Chủ tịch Hội đồng bầu cử Quốc gia thường là Chủ tịch Quốc hội.
Trong phiên họp Quốc hội, Quốc hội sẽ xem xét ấn định ngày bầu cử Quốc hội khóa mới, thường vào giữa tháng 5. Chậm nhất 105 ngày trước ngày tổ chức bầu cử Quốc hội khóa mới, Quốc hội phải hoàn tất thành viên trong Hội đồng bầu cử Quốc gia.
Trong thời gian tại nhiệm, xét thấy vi Hiến hoặc vi phạm quy định pháp luật hoặc không đủ năng lực đảm nhiệm, Ủy ban Thường vụ Quốc hội có thể bãi nhiệm, miễn nhiệm Chủ tịch, sau đó đệ trình Quốc hội trong phiên họp gần nhất. Phó Chủ tịch Thường trực Hội đồng có quyền hạn và nhiệm vụ của Chủ tịch trong thời gian chức vụ Chủ tịch bị khuyết hoặc vắng mặt.

### Chủ tịch
Chủ tịch Hội đồng bầu cử quốc gia chịu trách nhiệm trước Quốc hội về hoạt động của Hội đồng bầu cử Quốc gia và thực hiện các nhiệm vụ, quyền hạn sau đây:
- Trình danh sách các Phó Chủ tịch Hội đồng bầu cử quốc gia, các Ủy viên Hội đồng bầu cử quốc gia để Quốc hội phê chuẩn;
- Triệu tập và chủ trì các cuộc họp của Hội đồng bầu cử quốc gia;
- Lãnh đạo và điều hành công việc của Hội đồng bầu cử quốc gia;
- Giữ liên hệ với các thành viên của Hội đồng bầu cử quốc gia;
- Thay mặt Hội đồng bầu cử quốc gia trong mối quan hệ với các cơ quan, tổ chức khác;
- Thực hiện các nhiệm vụ, quyền hạn khác do Hội đồng bầu cử quốc gia phân công.

## Nguyên tắc hoạt động
Hội đồng bầu cử quốc gia hoạt động theo chế độ tập thể, quyết định theo đa số. Các cuộc họp được tiến hành khi có ít nhất 2/3 tổng số thành viên tham dự; các quyết định được thông qua khi quá bán biểu quyết được thông qua.
Hội đồng bầu cử quốc gia chịu trách nhiệm trước Quốc hội và báo cáo về hoạt động của mình trước Quốc hội, Ủy ban thường vụ Quốc hội.

## Nhiệm kỳ
Hội đồng bầu cử Quốc gia có nhiệm kỳ được tính từ khi thành lập và kết thúc khi đã trình Quốc hội khóa mới báo cáo tổng kết cuộc bầu cử trong nước và kết quả xác nhận tư cách đại biểu Quốc hội được bầu, bàn giao biên bản tổng kết và hồ sơ, tài liệu về bầu cử đại biểu Quốc hội cho Ủy ban thường vụ Quốc hội khóa mới.